# ADM2
ADM2‏ (Adrenomedullin 2) هوَ بروتين يُشَفر بواسطة جين ADM2 في الإنسان.